# Gendingan (Kedungwaru)
Gendingan is een bestuurslaag in het regentschap Tulungagung van de provincie Oost-Java, Indonesië. Gendingan telt 3824 inwoners (volkstelling 2010).